# 川田町
川田町（かわたちょう）は、徳島県麻植郡にあった町。現在の吉野川市山川町の西部にあたる。本項では町制前の名称である川田村（かわたそん）についても述べる。

## 地理
- 山岳 ： 高越山
- 河川 ： 吉野川、川田川

## 歴史
- 1889年（明治22年）10月1日 - 町村制の施行により、近世以来の川田村が単独で自治体を形成（一部を除く）。
- 1928年（昭和3年）11月10日 - 川田村が町制施行して川田町となる。
- 1955年（昭和30年）1月1日 - 山瀬町・三山村の一部（字小竹・品野・中筋・高尾野・川俣・刷石・毛無・土井奥・峠・湯殿を除く）と合併して山川町が発足。同日川田町廃止。

## 交通

### 鉄道路線
- 日本国有鉄道
  - 徳島本線（現・徳島線）
    - 川田駅

### 道路
- 国道192号

## 関連文献
- 『川田町史』川田町、1930年。NDLJP:1035512。